# Narraga baltearia
Narraga baltearia är en fjärilsart som beskrevs av Freyer 1843. Narraga baltearia ingår i släktet Narraga och familjen mätare. Inga underarter finns listade i Catalogue of Life.